# Neill Blomkamp
Neill Blomkamp (Joanesburgo, África do Sul, 12 de Setembro de 1979) é um diretor sul-africano que ficou famoso após dirigir o filme "Distrito 9" indicado a 4 Oscars. Ele também trabalhou em vários episódios de varias séries de televisão Norte-Americanas.

## Biografia
Ele começou como animador profissional com apenas 16 anos de idade, trabalhando para Deadtime sob comando de Simon Hansen e Copley Sharlto na África do Sul. Sua família se mudou para Vancouver e quando Blomkamp fez 18 anos, ingressou em Vancouver Film School. Trabalhou como artista de efeitos visuais da The Embassy Visual Effects, bem como na Rainmaker Digital Effects. 
Em 2007, dirigiu uma trilogia de curtas de ação (conhecidos como Landfall) no universo de Halo, para promover o lançamento do jogo Halo 3. Em 2008, o Halo: Combat Evolved, o segundo dos três curtas, ganhou um leão em Festival de Cannes.
Blomkamp foi então escalado para dirigir seu primeiro longa-metragem, uma adaptação do jogo Halo, até que o financiamento para o filme entrou em colapso. Peter Jackson, o produtor deste projeto, decidiu então produzir Distrito 9, uma adaptação do curta anterior de Blomkamp, Alive in Joburg (que tinha sido produzido por Hansen e Copley), e relacionado a outro curta do diretor criado usando LightWave 3D, intitulado Tetra Vaal. 
Distrito fez um enorme sucesso e é considerado um dos melhores filmes de 2009.
O diretor produziu outros dois filmes com os mesmos temas tratados nos curtas, retratando ficções sócio-econômicas: "Elysium" estrelando Matt Damon, Jodie Foster, Sharlto Copley, Alice Braga e Wagner Moura; e "Chappie", este diretamente baseado em "Tetra Vaal" e no curta "Tempbot". O diretor trata estes três filmes como uma trilogia. Uma sequência de "Distrito 9" também foi confirmada intitulada "Distrito 10", ainda sem data de estreia.
Neill Blomkamp é um grande amigo de Peter Jackson, Peter e Neill dirigiram o curta-metragem "Crossing the Line" e Peter Jackson produziu o filme digirido por Neill Blomkamp "Distrito 9".

## Filmografia
- Tetra Vaal (curta-metragem)[1]
- Adicolor Yellow (curta-metragem)
- Alive in Joburg (curta-metragem)[1]
- Tempbot (curta-metragem)
- Crossing the Line (curta-metragem)
- Distrito 9[1]
- Elysium[1]
- Chappie
- Sem Título (Sequência do Projeto Alien)
- Distrito 10 (Fase inicial de produção)